# Décès en 1933
Décès
- 1929
- 1930
- 1931
- 1932
- 1933
- 1934
- 1935
- 1936
- 1937

Cet article présente une liste de personnalités mortes au cours de l'année 1933.

Les mois de l'année font également l'objet de listes spécifiques :

## Décès par mois

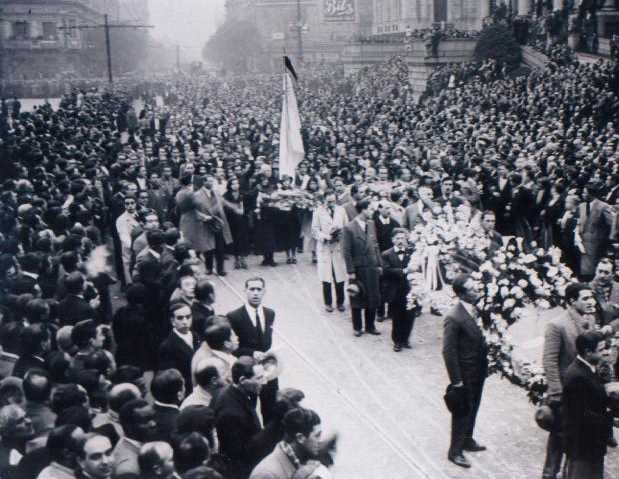
6 juillet : funérailles de Hipólito Yrigoyen.

### Inconnu
- Abdelhalim Bensmaïa, enseignant, humaniste et musicien algérien (° 10 juillet 1866).
- Aron Haber Beron, peintre franco-polonais (° 1908).
- Tamagno, peintre et affichiste italien (° 1851).

### Janvier
- 2 janvier : Jacques Carabain, peintre de paysages urbains belge d'origine néerlandaise (° 23 février 1834).
- 3 janvier :
  - Léon Cauvy, peintre français (° 12 janvier 1874).
  - Camille Dufour, peintre français (° 8 février 1841).
  - Jack Pickford, acteur américain (° 18 août 1896).
- 5 janvier : Calvin Coolidge, président des États-Unis (° 4 juillet 1872).
- 6 janvier : Raymond Allègre, peintre français (° 27 août 1857).
- 8 janvier : Alphonse Benquet, peintre et sculpteur français (° 1857).
- 10 janvier : Margaret MacDonald Mackintosh, peintre britannique (° 5 novembre 1864).
- 15 janvier : Otto Meyer-Amden, peintre et graphiste suisse (° 20 février 1885).
- 20 janvier : Alexandre Gamba de Preydour, peintre français (° 10 octobre 1846).
- 23 janvier :
  - Apollinaire Vasnetsov, peintre et critique d'art russe puis soviétique (° 1856).
  - Jacques Bureau, homme politique canadien (° 9 juillet 1860).
  - Adolphe Lalyre, peintre français (° 1er octobre 1848).
- 27 janvier :
  - Marcel Leprin, peintre français (° 12 février 1891).
  - Carlo Petitti di Roreto, général et homme politique italien (° 18 décembre 1862).
- ? janvier :
  - Pierre Boyer, peintre paysagiste et portraitiste français (° 1865).

### Février
- 7 février : Michel Simonidy, peintre, illustrateur, décorateur et affichiste roumain (° 6 mars 1872).
- 12 février : Henri Duparc, compositeur français (° 21 janvier 1848).
- 14 février : Julien t' Felt, peintre et illustrateur belge (° 14 novembre 1874).
- 15 février : Pat Sullivan, dessinateur de bandes dessinées américain, créateur de Félix le Chat (° 1887).
- 17 février :
  - Paul Noël Lasseran, peintre, décorateur et poète français (° 1868).
  - Julien Torma, écrivain, dramaturge et poète français (° 6 avril 1902).
- 18 février : James J. Corbett, boxeur, entraineur de boxe et acteur américain (° 1er septembre 1866).
- 24 février : Théodore Haas, peintre animalier, illustrateur et enseignant français (° 8 février 1861).
- 26 février : Spottiswoode Aitken, acteur de cinéma muet américain d'origine écossaise (° 16 avril 1868).

### Mars
- 5 mars : Anastasia Golovina, médecin bulgare (° 17 octobre 1850).
- 7 mars : David Koigen sociologue russo-allemand (° 28 septembre 1879).
- 8 mars :
  - Arthur Cantillon, écrivain et homme politique belge (° 31 mai 1893).
  - Mary Haʻaheo Atcherley, militante et femme politique hawaïenne (° 24 avril 1874).
- 12 mars : Georges Le Cadet, astronome français (° 1er février 1864).
- 13 mars : Robert Innes, astronome sud-africain (° 10 novembre 1861).
- 14 mars : Balto, chien de traîneau de race husky sibérien (° 1919).
- 19 mars : Tame Horomona Rehe, dit Tommy Solomon, fermier néo-zélandais connu comme « le dernier Moriori » (° 7 mai 1884).
- 21 mars : Polia Chentoff, peintre, illustratrice, graveuse et sculptrice russe puis soviétique (° 1896).
- 24 mars : Alfred William Alcock, naturaliste britannique (° 23 juin 1859).
- 25 mars : Louis Sérendat de Belzim, peintre mauricien et français (° 26 juin 1854).
- 27 mars : Lionel Palairet, joueur de cricket amateur anglais (° 27 mai 1870).
- 28 mars : Henri Émilien Rousseau, peintre orientaliste français (° 17 décembre 1875).
- 31 mars : Charles Diéterle, peintre français (° 6 avril 1847).

### Avril
- 2 avril : Paul Biensfeldt, acteur allemand (° 4 mars 1869).
- 4 avril : Ewald Straesser, compositeur et chef d'orchestre allemand (° 27 juin 1867).
- 9 avril :
  - Sigfrid Karg-Elert, pianiste, organiste et compositeur allemand (° 21 novembre 1877).
  - Liang Shiyi, homme politique chinois (° 5 mai 1869).
  - Auguste Pointelin, peintre français (° 23 juin 1839).
- 14 avril : Daniel Hunter McMillan, lieutenant-gouverneur du Manitoba (° 14 janvier 1846).
- 18 avril : Albrecht von Graefe, homme politique allemand (° 1er janvier 1868 ou 11 janvier 1868).
- 19 avril : Vital Soares, avocat et homme politique brésilien (° 13 novembre 1874).
- 20 avril : Boris Rosing, scientifique russe puis soviétique (° 23 avril 1869).
- 22 avril : Louis-Auguste Girardot, peintre orientaliste et lithographe français (° 27 septembre 1856).
- 26 avril : Fernand Mosselman, homme politique belge (° 30 mai 1853).
- 29 avril :
  - Théodore de Broutelles, peintre français (° 4 octobre 1842).
  - Constantin Cavafy, poète grec d'Alexandrie (° 29 avril 1863).
- 30 avril : Anna de Noailles, poétesse et romancière française (° 15 novembre 1876).

### Mai
- 11 mai : John G. Adolfi, réalisateur américain (° 19 février 1888).
- 21 mai : Adolphe Giraldon, peintre, illustrateur et décorateur français (° 4 mai 1855).
- 22 mai :
  - Ștefan Dimitrescu, peintre et dessinateur post-impressionniste roumain (° 18 janvier 1886).
  - Sándor Ferenczi, psychanalyste hongrois (° 16 juillet 1873).
- 24 mai : Ludovic Arrachart, aviateur français (° 15 août 1897).
- 27 mai : Léon Kamir Kaufmann, peintre polonais (° 8 juin 1872).

### Juin
- 1er juin : Louis Leynia de La Jarrige, journaliste, peintre animalier et illustrateur de livres pour enfants français (° 5 juin 1873).
- 5 juin : Étienne Bouillé, peintre français (° 12 avril 1858).
- 6 juin : Alphonse Momas, écrivain français (° 1846).
- 20 juin : Clara Zetkin, féministe et communiste allemande (° 5 juillet 1857).
- 21 juin : Étienne Azambre, peintre français (° 2 février 1859).
- 25 juin : 
  - Anna Brigadere, écrivaine lettonne (° 1er octobre 1861).
  - Jean Cugnot, coureur cycliste français (° 3 août 1899).
  - Giovanni Giacometti, peintre suisse (° 7 mars 1868).
- 26 juin : José Francisco da Rocha Pombo, journaliste, avocat, homme politique, professeur, historien et écrivain brésilien (° 4 décembre 1857).
- 29 juin :
  - Roscoe « Fatty » Arbuckle, acteur et réalisateur américain (° 24 mars 1887).
  - François Maury, peintre français (° 3 mars 1861).

### Juillet
- 3 juillet : 
  - Paul Mieille, professeur de langue anglaise et espérantiste français (° 11 juin 1859).
  - Hipólito Yrigoyen, homme politique argentin (° 12 juillet 1852).
- 6 juillet : Robert Kajanus, compositeur et chef d'orchestre finlandais (° 2 décembre 1856).
- 10 juillet : Jules Guiboud, peintre français de l'école de Murol (° 1er février 1862).
- 11 juillet : Edward Dillon, acteur, réalisateur et scénariste américain (° 1er janvier 1879).
- 20 juillet : David Widhopff, peintre français d'origine ukrainienne (° 1867).
- 21 juillet :
  - Victor Gilbert, peintre français (° 13 février 1847).
  - Louise Héger, peintre impressionniste paysagiste belge (° 14 juillet 1839).
  - Abel-Dominique Boyé, peintre français (° 6 mai 1864).
- 24 juillet : Max von Schillings, chef d'orchestre, compositeur et directeur de théâtre allemand (° 19 avril 1868).
- 31 juillet : Shimizu Shikin, romancière et activiste japonaise (° 11 janvier 1868).
- ? juillet
  - Georges Busson, peintre français (° 28 février 1859).

### Août
- 1er août : Sulejman Delvina, homme politique albanais (° 5 octobre 1884).
- 7 août : René Lelong, illustrateur et peintre français (° 1er avril 1871).
- 8 août : Lloyd B. Carleton, réalisateur, acteur et producteur américain (° 1872).
- 10 août : Edmond Louis Dupain, peintre français (° 13 juillet 1847).
- 13 août :
  - Paul Hillemacher, pianiste et compositeur français (° 25 novembre 1852).
  - Hasan Prishtina, homme politique albanais (° 1873).
- 18 août : Étienne Couvert, peintre et graveur français (° 13 décembre 1856).
- 19 août : Eugénie Guillou, religieuse, prostituée et proxénète française (° 13 septembre 1861).
- 20 août : Gustaf Cederström, peintre suédois (° 12 avril 1845).

### Septembre
- 3 septembre :
  - George Mosson, peintre  et dessinateur franco-allemand (° 2 février 1851).
  - Frédéric Soulacroix, peintre français (° 1er octobre 1858).
- 8 septembre : François Martroye, historien franco-belge (° 1852).
- 9 septembre : Henri-Achille Zo, peintre et illustrateur français (° 2 décembre 1873).
- 10 septembre :
  - Harue Koga, peintre japonais (° 18 juin 1895).
  - Heinrich Witte, acteur allemand (° 8 janvier 1888).
- 13 septembre : Theodor Rocholl, peintre allemand (° 11 juin 1854).
- 22 septembre : Eugenio Cisterna, peintre et décorateur italien (° 30 octobre 1862).
- 27 septembre : 
  - Kamini Roy, écrivaine et féministe indienne (° 12 octobre 1864).
  - Jean-Francisque Delmas, chanteur d'opéra français (° 14 avril 1861).
- 28 septembre :
  - Gerhard Hubert Balg, philologue, germaniste et latiniste américain d'origine allemande (° 11 novembre 1852).
  - Alexander von Krobatin, maréchal et homme politique autrichien actif pendant la période austro-hongroise (° 12 septembre 1849).
- 29 septembre :
  - Victor Le Baube, peintre français (° 15 novembre 1859).
  - Georges Lemaire, coureur cycliste belge (° 3 avril 1905).

### Octobre
- 3 octobre : Raoul Carré,  peintre français (° 23 octobre 1868).
- 4 octobre : Adolfo Tommasi, peintre italien (° 25 janvier 1851).
- 6 octobre :
  - Porter Dale, homme politique américain (° 1er mars 1867).
  - Zakaria Paliachvili, compositeur russe puis soviétique, d'origine géorgienne (° 16 août 1871).
- 10 octobre : James David Stewart, premier ministre de l'Île-du-Prince-Édouard (° 15 janvier 1874).
- 11 octobre : Gustaf Rydberg, peintre de paysages suédois (° 13 septembre 1835).
- 16 octobre : Ismael Montes, général et homme politique bolivien (° 5 octobre 1861).
- 17 octobre : Emily Murphy, écrivaine et première femme juge municipale de l'empire britannique (° 14 mars 1868).
- 23 octobre :
  - Fred Esmelton, acteur américain d'origine australienne (° 22 juin 1872).
  - François Gauzi, peintre et graveur français (° 26 décembre 1862).
- 25 octobre : William John Bowser, premier ministre de la Colombie-Britannique (° 3 décembre 1867).
- 26 octobre : José Malhoa, peintre portugais (° 28 avril 1855).
- 27 octobre : Alceste Campriani, peintre italien (° 11 février 1848).
- 30 octobre : Amédée Buffet,  peintre français (° 30 juillet 1869).

### Novembre
- 5 novembre : Luna Drexlerówna, peintre et sculptrice polonaise (° 10 novembre 1882).
- 7 novembre : Léon Barotte, peintre français (° 1866).
- 8 novembre : Vittorio Matteo Corcos, peintre italien (° 4 octobre 1859).
- 9 novembre :
  - Gino Bonichi, peintre italien (° 15 février 1904).
  - Max Landa, acteur autrichien (° 24 avril 1873).
- 10 novembre :
  - Louis Lépine, avocat et homme politique français (° 6 août 1846).
  - Philibert Vigoureux, peintre français (° 3 janvier 1868).
- 11 novembre :
  - Ernst Hartert, ornithologue allemand (° 29 octobre 1859).
  - Wilhelm Schreuer, peintre allemand (° 28 septembre 1866).
- 16 novembre : Emma Ciardi,  peintre italienne (° 13 janvier 1879).
- 20 novembre : Ovide Charlebois, évêque et un missionnaire catholique canadien (° 17 février 1862).
- 22 novembre :
  - Aurora Calvo Hernández-Agero, laïque espagnole, vénérable (° 9 décembre 1901).
  - Albert Dagnaux, peintre français (° 10 juillet 1861).
  - Mahmoud Tarzi, intellectuel, journaliste et homme politique afghan (° 23 août 1865).
- 23 novembre : Émile Sartorius, footballeur français (° 1er avril 1933).
- 29 novembre : Nikka Vonen, folkloriste, femme de lettres et enseignante norvégienne (° 14 novembre 1936).
- 30 novembre : Arthur Currie, général de l'armée canadienne (° 5 décembre 1875).

### Décembre
- 2 décembre : Clarence Burton, acteur américain (° 10 mai 1882).
- 6 décembre :
  - Auguste Félix Bauer, peintre d'histoire français (° 16 avril 1854).
  - Auguste Chapuis, compositeur, organiste, et professeur français (° 1858).
  - Eugène Deully, peintre français et conservateur général des musées de Lille (° 16 novembre 1860).
- 9 décembre : Julius Falkenstein, acteur allemand (° 25 février 1879).
- 10 décembre : János Hadik, homme d'État hongrois (° 23 novembre 1863).
- 11 décembre :
  - Georges Maroniez, peintre, photographe et inventeur français (° 17 janvier 1865).
  - Jan Hoynck van Papendrecht, peintre et illustrateur néerlandais (° 18 septembre 1858).
  - Émile Wauters, peintre belge (° 19 novembre 1846).
- 15 décembre : Léo Schnug, peintre et illustrateur français d'origine allemande (° 17 février 1878).
- 16 décembre : Jacob Bendien, peintre, dessinateur et critique d'art néerlandais (° 16 avril 1890).
- 19 décembre : Jimmie Adams, acteur, réalisateur et scénariste américain (° 4 octobre 1888).
- 25 décembre :
  - Francesc Macià, Président de la Generalitat de Catalogne (° 21 octobre 1859).
  - Walter William Ouless, peintre et portraitiste jersiais (° 21 septembre 1848).
- 26 décembre : Anatoli Lounatcharski, homme politique russe puis soviétique (° 23 novembre 1875).